# 2066
Rok 2066 (MMLXVI) gregoriánského kalendáře začne v pátek 1. ledna a skončí v pátek 31. prosince.

## Předpokládané a naplánované události
- 100. výročí založení společnosti Mastercard
- 1000. výročí začátku ovládnutí Anglie Normany
- Budou se konat Zimní olympijské hry 2066